# Aeroportul Internațional Hangzhou Xiaoshan
Aeroportul Internațional Hangzhou Xiaoshan (IATA: HGH, ICAO: ZSHC) este un aeroport din Xiaoshan District⁠(d), Hangzhou, Zhejiang, Republica Populară Chineză ce deservește zona Hangzhou. Aeroportul a fost tranzitat în 2023 de 41.170.470 de pasageri. A fost deschis în 30 decembrie 2000 și numit după zona deservită.
Situat la o altitudine de 7 m, aeroportul dispune de 2 piste.

## Infrastructură

### Piste
Aeroportul dispune de 2 piste. Pista 06/24 are suprafața de beton și dimensiunile 3.400 m × 60 m. Pista 07/25 are suprafața de beton și dimensiunile 3.600 m × 45 m. 